# Margit Friberg
Margit Regina Friberg, ogift Hasselbaum, född 17 juli 1904 i Smedby församling på Öland, död 17 april 1997 i Landeryds församling i Östergötlands län, var en svensk författare med företrädesvis öländska motiv i sin produktion. 
Margit Friberg var dotter till sjökaptenen och kustskepparen Melker Hasselbaum och hans hustru Alma Karlsson, men växte till stor del upp hos sina farföräldrar i Gåsesten på Öland efter att hennes mor avlidit. Hon genomgick folkskolan i Smedby och därefter kontoristutbildning vid Stockholms borgarskola.
År 2002 bildades Margit Fribergsällskapet för att uppmärksamma författarens gärning. Man har bland annat givit ut fyra av Fribergs böcker i nytryck, Rosenkind (2006), Mitt liv är en våg (2009), Skog har öron, mark har ögon (2012) och Vandrar-Mari (2014).
Ölands turistbyrå ordnade sommartid vandringar med Margit Friberg-tema.
Hon var från 1932 gift med redaktör Gunnar Y. Friberg, Västervik, död 1980. Hon är begravd på Smedby kyrkogård,

## Priser och utmärkelser
- 1942 - Folket i bilds romantävling (tredje pris för Mitt liv är en våg)[3][9]
- 1970 – Landsbygdens författarstipendium[10]
- 1986 – Årets ölänning[9]